# Tylenchulus semipenetrans
Espèce
Tylenchulus semipenetrans (nématode des agrumes, nématode des racines des agrumes ou anguillule du citronnier) est une espèce cosmopolite de nématodes de la famille des Tylenchulidae, originaire d'Extrême-Orient.
Ce nématode est un ravageur qui cause des dégâts significatifs dans toutes les régions agrumicoles du monde. Il attaque également d'autres plantes cultivées comme la vigne, l'olivier, le kaki, le lilas...